# Borolia interciliata
Borolia interciliata är en fjärilsart som beskrevs av George Francis Hampson 1902. Borolia interciliata ingår i släktet Borolia och familjen nattflyn. Inga underarter finns listade i Catalogue of Life.